# قاسم الریمی
قاسم الریمی (عربی: قاسم الريمي؛ زاده ۵ ژوئن ۱۹۷۸ – درگذشته ۲۹ ژانویهٔ ۲۰۲۰) فرد نظامی و امیر سازمان القاعده در شبه‌جزیره عربستان بود.